# 和亲里大泡
和亲里大泡是一个位于中国吉林省四平市的湖泊，面积约为2.41平方千米，属于东北平原。它的一级流域为黑龙江流域，二级流域为松花江水系。